# Juvenal Juvêncio
Juvenal Juvêncio (Santa Rosa de Viterbo, 25 de fevereiro de 1934 — São Paulo, 9 de dezembro de 2015) foi um advogado, deputado estadual, investigador de polícia e presidente do São Paulo Futebol Clube. Durante a legislatura de 1963 a 1967, assumiu, na condição de suplente, mandato de deputado estadual. Alem disso, ele ainda foi diretor da Cecap (atual CDHU), durante o governo de Laudo Natel (1971–1975). Após deixar a presidência, foi diretor de futebol amador do clube.

## História

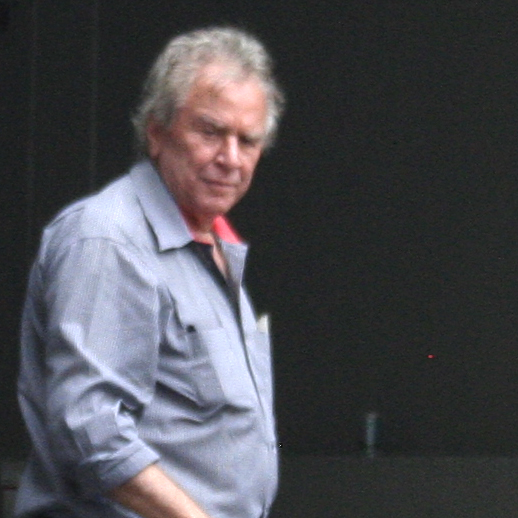
Juvenal Juvêncio, ex-Presidente do São Paulo Futebol Clube.

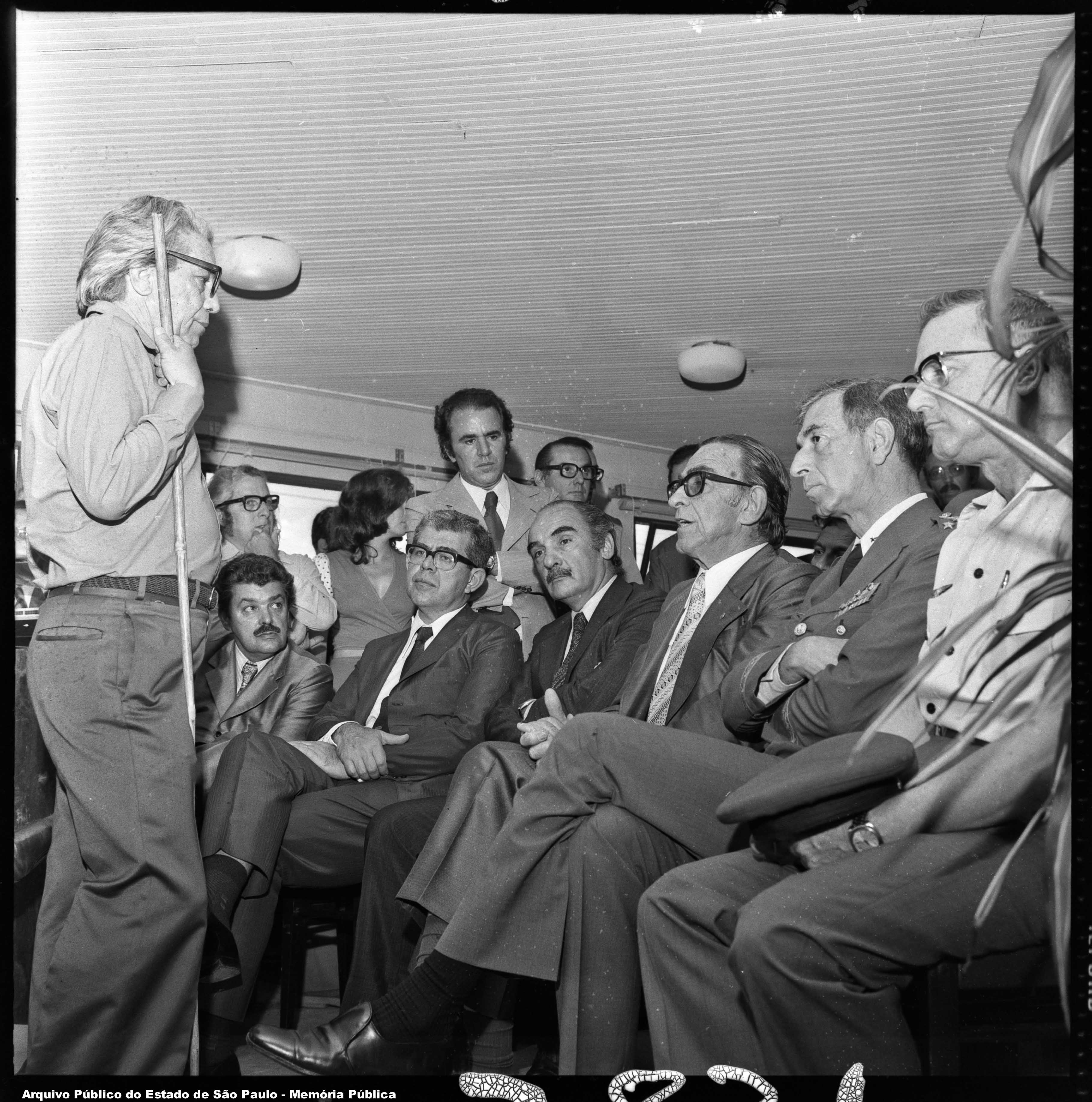
O arquiteto Vilanova Artigas (à esquerda, com um bastão) explicando o projeto do Parque Cecap para autoridades, incluindo o diretor da Cecap Juvenal Juvêncio (em pé, de gravata) 1973.
Arquivo Público do Estado de São Paulo.

Seu primeiro cargo importante no clube foi o de diretor de Futebol, entre os anos de 1984 e 1988, durante a gestão de Carlos Miguel Aidar como presidente. Quando assumiu o cargo, fez o que chamou de "reciclagem", ao dispensar jogadores que estavam no clube havia anos e eram ídolos da torcida, como Waldir Peres, Renato e Zé Sérgio.
Com o fim do segundo mandato de Aidar, foi eleito presidente, em abril de 1988, por apenas um voto de diferença, dado por um gerente social remunerado do clube, o que gerou protestos da oposição, apesar de o voto do sócio ser permitido pelos estatutos. O mandato foi de 1988 a 1990, quando conquistou o título do Campeonato Paulista de 1989 e o vice-campeonato brasileiro no mesmo ano. Mas em 1990 viu a equipe realizar uma campanha pífia no Campeonato Paulista, não se classificando para o grupo verde no ano seguinte com os tradicionais rivais. Durante seu mandato, o São Paulo conquistou ainda um título não oficial, em 1989: o Torneio de Guadalajara, no México.
Entre 2003 e 2006 atuou como diretor de Futebol, sendo responsável por montar o time campeão da Libertadores e do Mundial Interclubes em 2005. O então presidente Marcelo Portugal Gouvêa teve de insistir para que Juvêncio aceitasse voltar ao clube. Durante a campanha do título da Libertadores, chegou a dar cavalos de seu haras de presente a alguns jogadores, como Souza e Cicinho.
Tornou-se presidente do clube novamente em 2006, quando conseguiu o título de tricampeão brasileiro em 2006, 2007 e 2008. Foi reeleito em 22 de abril de 2008, com 147 votos favoráveis contra 64 da oposição, liderada pelo ex-judoca Aurélio Miguel. Juvêncio foi escolhido para o primeiro mandato de três anos, depois da mudança do estatuto do clube. Com isso, terá mandato de abril de 2008 a abril de 2011.
Foi criticado internamente por ter relações conflituosas com diversos dirigentes de outros clubes e entidades esportivas, o que prejudicaria o São Paulo na opinião dessas pessoas. A resposta de Juvenal foi que ele estava defendendo os interesses do clube. Juvenal também foi elogiado por sua dedicação ao clube, que "respirava 24 horas por dia" segundo o Jornal da Tarde.
Juvenal foi eleito novamente para mais três anos em abril de 2011, disputa que se manteve na justiça, e enquanto recorria, mantinha-se como presidente do clube. Depois de três mandatos na presidência, Juvenal passou a ocupar o cargo de diretor de futebol do Centro de Formação de Atletas de Cotia. Após alguns meses no cargo, foi demitido pelo então presidente Carlos Miguel Aidar, devido a desentendimentos entre ambos.

## Polêmicas
Após o episódio que levou o Estádio do Morumbi a ser substituído pela Arena Corinthians na lista de sedes da Copa do Mundo de 2014, em 2010, o presidente são-paulino criticou o futuro estádio do Corinthians devido, segundo ele, às condições precárias de acesso ao bairro.
No ano seguinte, 2011, Juvêncio trocaria farpas com Andrés Sanchez, mandatário do rival, em uma série de ofensas que desembocariam em acusações de que este teria o "Mobral inconcluso", numa tentativa de ofender o desafeto por meio de sua baixa escolaridade.
Já em dezembro de 2012, após o sorteio que cruzaria o São Paulo com o Bolívar na Libertadores do ano seguinte, estes, conhecedores da confusão ocorrida na final da Copa Sul-Americana (quando o tricolor vencera o argentino Tigre por W.O., devido, segundo os visitantes, a agressões partidas pelos seguranças do Estádio do Morumbi), seriam ironizados por JJ pelo fato de que não desejariam atuar no campo são-paulino alegando falta de segurança. "Proponho então uma troca com eles", disse Juvêncio. "Se eles mandarem o segundo jogo em uma cidade que não tenha altitude, a gente coloca a primeira partida num estádio à escolha deles aqui."
No mesmo ano, em entrevista à rádio Estadão/ESPN, Juvêncio "matou" o ex-presidente da CBF Ricardo Teixeira. Ao mandatário são-paulino: “Ele acabou chegando [à CBF] pelo sogro [o ex-presidente da Fifa, João Havelange]. Tem gente que diz até que ele foi bom, trouxe a Copa etc. Mas eu acho que o Ricardo não é um homem do futebol. A partir daí, eu entendo que ele se foi. Não é agora que a gente vai falar dele porque ele se foi. A nossas posições eram [diferentes] quando ele era vivo, mas ele se foi.” Dias depois, no entanto, JJ assumiu que "torcia" pela morte do mandatário da CBF: "Aí ele [Teixeira] quieto, não podia comer direito porque estava com diabetes e eu torcendo para ver se ele morria, mas ele estava vivo lá!"
Em março de 2013, após a sugestão de Emerson Leão para que Juvêncio, a exemplo do papa Bento XVI, renunciasse ao cargo, o mandatário são-paulino afirmou que o ex-treinador do clube precisava "arrumar um emprego logo". As polêmicas com o ex-treinador são-paulino tornar-se-iam recorrentes em 2013. Em abril, Leão disse: "Acho que o Juvenal foi, digo no passado, um grande presidente e ajudou muito o São Paulo com suas ideias inovadoras. Hoje, acho que ele já passou."
O carisma e a falta de papas na língua de Juvenal Juvêncio acabaram sendo fatores fundamentais para a criação de um fake online do mandatário. "Curtido" por mais de 17 mil pessoas na rede social Facebook e sob as características de "dirigente de Futebol Sênior, apreciador de bebidas escocesas, colecionador de cavalos diferenciados", o personagem baseado em JJ chegou a lançar, sob o título de "Whisky com bolachas", um livro. Apesar do sucesso e da obra, o responsável por representar o cartola afirmou que a brincadeira não lhe rendeu lucros, mas, sim, que foi executada apenas para eternizar Juvêncio.
Em 10 de maio de 2013, Juvenal Juvêncio, depois das eliminações são-paulinas na Libertadores e no Campeonato Paulista, anunciou a permanência de Ney Franco no cargo de técnico do clube, justificando que tal profissional "é correto (…), é trabalhador, conhece e, com o tempo (…), está fazendo seu esforço", mas, em compensação, dispensou sete atletas, alegando falta de correspondência de alguns. Na mesma coletiva em que confirmou tais dispensas, Juvêncio chamou o Estádio Independência, onde caiu na competição sul-americana após uma sonora derrota por 4 a 1 diante do Atlético-MG, de "arapuca". Para Marco Aurélio Cunha, um dos maiores opositores de Juvêncio, ao afastar um número tão elevado de jogadores, o mandatário fazia "coisas erradas", que depois iria fazer de novo: "É a confissão de uma estratégia falida."
Em junho, Juvenal começou a perder aliados dentro do clube. A provável confirmação de Carlos Augusto de Barros e Silva, o Leco, para ser o candidato da situação nas eleições de 2014 fez com que o mandatário visse o vice-presidente administrativo, Ricardo Haddad, pedir demissão. Dessa forma, o principal adversário da gestão, Marco Aurélio Cunha, comemorou o momento e afirmou que "a tendência é só melhorar".
Em 11 de julho, na apresentação de Paulo Autuori como novo treinador do São Paulo, Juvêncio "roubou a cena", chamando a atenção para suas histórias e casos. O dirigente, entre outras coisas, disse que estava "com vergonha" da má fase, afirmou que, devido ao "cansaço ósseo", comum no futebol, trocou todo o elenco quando necessário, mantendo apenas o goleiro Rogério Ceni, e, questionado se o problema do clube não era administrativo, Juvêncio desafiou o repórter a verificar, entre os atletas, "se há um descontentamento com a diretoria", insinuando não haver diferenças hierárquicas e atrasos salariais no Tricolor, fator que faria inexistir insatisfação dos jogadores.
No mesmo evento, o presidente são-paulino ainda apresentou uma pesquisa que, apesar de não ter sido questionada na coletiva, foi apresentada independentemente disso; nesta, JJ contabilizou o tempo que treinadores do rival Corinthians estiveram no cargo, desde 2003, desejando apontar que a agremiação que gerencia tem os mesmos problemas de seus pares. Além disso, perguntado sobre a pressão da torcida pela contratação de Muricy Ramalho para a direção técnica do futebol, Juvêncio usou o exemplo do lateral Cicinho, que, para o dirigente, foi uma contratação cara e não rendeu o esperado durante sua segunda passagem pelo clube.
Em 21 de julho de 2013, um dia após a derrota do tricolor para o Cruzeiro por 3 a 0 no Estádio do Morumbi, JJ organizou um churrasco no estádio e foi um dos pivôs pelo clima ter esquentado na confraternização. A certa altura, o mandatário passou a discutir com membros da oposição, discussão esta que teria evoluído, inclusive, à violência física.
Em 3 de janeiro de 2014, durante o empate da equipe de juniores do São Paulo com o japonês Kashiwa Reysol por 1 a 1, válido pela Copa São Paulo de Futebol Júnior, Juvêncio foi alvo de protestos por parte de membros de um organizada do clube, que exigiam reforços na equipe principal. Insatisfeitos com o baixo número de jogadores contratados para 2014 — o único, até então, havia sido o ex-lateral da Portuguesa Luis Ricardo — os uniformizados fizeram coro contra a possível eleição da chapa da situação. O mandatário, por sua vez, utilizando-se do exemplo do recém-negociado Aloísio, defendeu-se das críticas contra sua administração: "Você pensa que eu vendo e compro por ato de lazer? Ora…"

## Morte
O dirigente tratava um câncer de próstata havia vários anos, mas a doença debilitou bastante sua saúde nos últimos meses antes de sua morte, em 9 de dezembro de 2015, aos 81 anos. Seu corpo foi velado no Salão Social do Estádio do Morumbi e sepultado no Cemitério do Morumbi.